# Однорідний многочлен
У математиці однорідний поліном (який іноді називають “quantic“ у старих текстах) — це поліном, в якого усі ненульові члени мають однаковий степінь.
Наприклад, {\displaystyle x^{5}+2x^{3}y^{2}+9xy^{4}} — однорідний поліном {\displaystyle 5}-го степеня з двома змінними; сума показників у кожному доданку завжди дорівнює {\displaystyle 5}.
Поліном {\displaystyle x^{3}+3x^{2}y+z^{7}} не є однорідним, оскільки сума показників не збігається від члена до члена.
Функція, визначена однорідним поліномом, завжди є однорідною функцією.
Алгебраїчна форма або просто форма — це функція,  визначена однорідним поліномом.
Бінарна форма — це форма з двома змінними.
Форма — це також функція, визначена у векторному просторі, яку можна представити як однорідну функцію координат для довільного базису.
Поліном степеня {\displaystyle 0} завжди однорідний; це просто елемент поля або кільця коефіцієнтів, зазвичай його називають константою або скаляром.
Форма степеня {\displaystyle 1} є лінійною формою.
Форма степеня {\displaystyle 2} є квадратичною формою.
У геометрії евклідова відстань — це квадратний корінь з квадратичної форми.
Однорідні поліноми є широко поширеними в математиці та фізиці.
Вони відіграють фундаментальну роль в алгебричній геометрії, оскільки проєктивний алгебраїчний многовид визначається як множина спільних нулів множини однорідних поліномів.

## Властивості
Однорідний поліном визначає однорідну функцію.Це означає, що якщо багатовимірний поліном {\displaystyle P} є однорідним степеня {\displaystyle d}, то
{\displaystyle {\begin{aligned}P(\lambda x_{1},\dots ,\lambda x_{n})=\lambda ^{d}\,P(x_{1},\dots ,x_{n}),\end{aligned}}}
виконується для будь-якого {\displaystyle \lambda } і для будь-якого поля, що містить коефіцієнти полінома {\displaystyle P}.
І навпаки, якщо вищезгадане співвідношення справедливе для нескінченної кількості {\displaystyle \lambda }, то поліном є однорідним степеня {\displaystyle d}.
Зокрема, якщо поліном {\displaystyle P} однорідний, то
{\displaystyle {\begin{aligned}P(x_{1},\dots ,x_{n})=0\quad \Rightarrow \quad P(\lambda x_{1},\dots ,\lambda x_{n})=0\end{aligned}}}
для будь-якого {\displaystyle \lambda }.
Ця властивість є фундаментальною при визначенні проєктивного многовиду.
Будь-який ненульовий поліном можна єдиним чином розкласти як суму однорідних поліномів з різними степенями, які називаються однорідними компонентами полінома.
Для заданого кільця поліномів {\displaystyle R=K[x_{1},\dots ,x_{n}]} над полем (або, у загальному випадку, кільцем) {\displaystyle K} однорідні поліноми степеня {\displaystyle d} утворюють векторний простір (або модуль), який зазвичай позначається як {\displaystyle R_{d}}.
Наведене вище однозначне розкладання означає, що {\displaystyle R} є прямою сумою модулів {\displaystyle R_{d}} (сума за всіма невід'ємними цілими числами).
Розмірність векторного простору (або вільного модуля) {\displaystyle R_{d}} — це кількість різних одночленів степеня {\displaystyle d} з {\displaystyle n} змінними (тобто максимальна кількість ненульових членів в однорідному поліномі степеня {\displaystyle d} від {\displaystyle n} змінних).
Вона дорівнює біноміальному коефіцієнту
{\displaystyle {\begin{aligned}{\binom {d+n-1}{n-1}}={\binom {d+n-1}{d}}={\frac {(d+n-1)!}{d!(n-1)!}}.\end{aligned}}}
Однорідний поліном задовольняє тотожність Ейлера для однорідних функцій.
Тобто, якщо {\displaystyle P} є однорідним поліномом степеня {\displaystyle d} від невідомих  {\displaystyle x_{1},\dots ,x_{n}}, то маємо (залежно від того, що є комутативним кільцем коефіцієнтів)
{\displaystyle {\begin{aligned}{\rm {d}}P=\sum _{i=1}^{n}x_{i}{\frac {\partial P}{\partial x_{i}}},\end{aligned}}}
де {\displaystyle {\frac {\partial P}{\partial x_{i}}}} означає формальну частинну похідну від {\displaystyle P} відносно {\displaystyle x_{i}}.

## Гомогенізація
Неоднорідний поліном {\displaystyle P(x_{1},\dots ,x_{n})} можна гомогенізувати, ввівши додаткову змінну {\displaystyle x_{0}} і визначивши однорідний поліном, який іноді позначають як {\displaystyle ^{h}\!P}:
{\displaystyle {\begin{aligned}{^{h}\!P}(x_{0},x_{1},\dots ,x_{n})=x_{0}^{d}P\left({\frac {x_{1}}{x_{0}}},\dots ,{\frac {x_{n}}{x_{0}}}\right),\end{aligned}}}
де {\displaystyle d} степінь полінома {\displaystyle P}.
Наприклад, якщо
{\displaystyle P=x_{3}^{3}+x_{1}x_{2}+7,}
то
{\displaystyle ^{h}\!P=x_{3}^{3}+x_{0}x_{1}x_{2}+7x_{0}^{3}.}
Гомогенізований поліном можна дегомогенізувати, ввівши додаткову змінну {\displaystyle x_{0}=1}.
Тобто
{\displaystyle P(x_{1},\dots ,x_{n})={^{h}\!P}(1,x_{1},\dots ,x_{n}).}

## Зовнішні посилання
- Weisstein, Eric W. Однорідний многочлен(англ.) на сайті Wolfram MathWorld.